# Kolegiátní kapitula Saint-Marcel

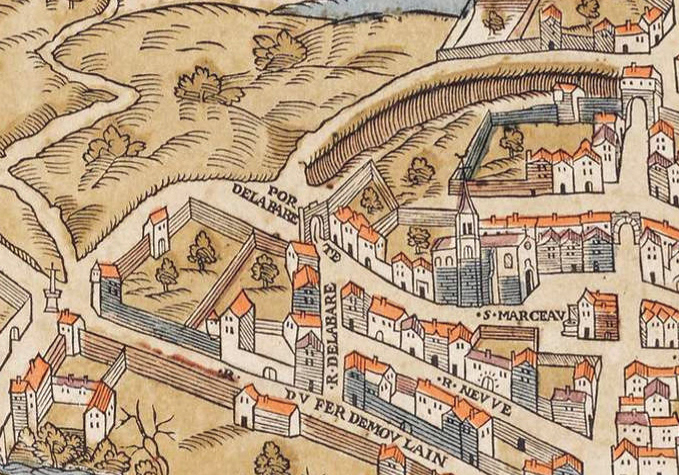
Kapitula na plánu města z roku 1550

Kolegiátní kapitula Saint-Marcel (francouzsky Collégiale Saint-Marcel) byla kapitula v Paříži, na předměstí Faubourg Saint-Marcel v prostoru dnešního 5. a 13. obvodu. Kolegiátní kostel sv. Marcela stál na křižovatce ulic Rue de la Collégiale a Boulevard Saint-Marcel. Budovy byly zbořeny na počátku 19. století.

## Historie
V prostoru pozdější kapituly se už ve 4. století nacházel hřbitov, ke kterému patřila kaple, jejíž datum vzniku je neznámé. Snad vznikla nad hrobem svatého Marcela. Ovšem první písemná zmínka pochází až z konce vlády Karla Velikého († 814), kdy jsou duchovní od svatého Marcela zmiňováni v listině z roku 811, ve které pařížský hrabě Štěpán upravuje správu kapituly při katedrále Notre-Dame.
Kanovníci uchovávali ostatky svatého Marcela v relikviáři, který je připisován sv. Eligiovi. Nejednotnost panuje v tom, kdy kanovníci tento relikviář přenesli ze svého špatně chráněného kostela na předměstí do dnešní katedrály Notre-Dame na ostrově Cité, chráněné hradbami. Různé prameny uvádějí buď období normanských nájezdů v 9. století nebo období vlády francouzského krále Filipa II. Augusta (1180–1223), který bojoval s Plantagenety a v oblasti Île-de-France se potulovaly skupiny plundrujících anglických vojáků. Dnes se tyto ostatky nacházejí v kostele svatého Marcela.
Nejpozději v roce 1158 zde stály dvě malé sousedící kaple, které se po rozšíření na počátku 13. století staly farními kostely. První Saint-Martin-du-Cloître stála v bezprostřední blízkosti kostela sv. Marcela, druhá Saint-Hippolyte ležela o něco západněji na dnešním Boulevardu Arago č. 10 a 12. Kapitula stejně jako tyto dvě stavby byly zbořeny v roce 1804.
Z kostela se dochoval cenný kamenný reliéf představující vola či býka, který byl původně umístěn na zdi v severní části transeptu kolegiátního kostela. Dílo později získal do majetku pan l'Huillier, ředitel oddělení národního účetnictví, který ho předal francouzskému archeologovi Alexandru Lenoirovi (1761–1839) do nově založeného Muzea francouzských památek.